# Triózy

D-Glyceraldehyd je aldotrióza, protože karbonylová skupina je na konci řetězce

Dihydroxyaceton je ketotrióza, protože karbonylová skupina je středem řetězce.

Trióza je monosacharid obsahující tři atomy uhlíku. Existují pouze tři možné triózy: dva enantiomery glyceraldehydu (L-glyceraldehyd a D-glyceraldehyd), což jsou aldotriózy, protože karbonylová skupina je na konci řetězce, a dihydroxyaceton (jediná ketotrióza), která je symetrická a proto nemá žádné enantiomery.
Triózy jsou důležité při buněčném dýchání. Během glykolýzy se fruktóza-1,6-bisfosfát rozkládá na glyceraldehyd-3-fosfát a dihydroxyacetonfosfát. Z těchto molekul se později odvozují kyselina mléčná a kyselina pyrohroznová.

## Příklady
- Glyceraldehyd
- Dihydroxyaceton